# Megachilini
De Megachilini vormen een geslachtengroep of tribus van vliesvleugelige insecten uit de familie Megachilidae. De wetenschappelijke naam is gepubliceerd in 1809 door Pierre André Latreille. Tot de groep behoren onder meer de grootste bijen ter wereld, namelijk de zeer zeldzame, tot 39 mm lange Megachile (Chalicodoma) pluto.

## Geslachten
De volgende geslachten behoren tot de geslachtengroep:
- Coelioxys of kegelbijen
- Megachile of behangersbijen
- Radoszkowskiana